# EasyToys Bloeizone Fryslân Tour
El EasyToys Bloeizone Fryslân Tour es una carrera ciclista femenina por etapas que se disputa por la norteña Provincia de Groninga en los Países Bajos.
Su primera edición se corrió en 2011 bajo el nombre de Energiewacht Tour formando parte del Calendario UCI Femenino bajo categoría 2.2. En 2017, con motivo del cambio de patrocinador, el nombre de la prueba cambió al de Healthy Ageing Tour y pasó a ser una carrera de categoría 2.1 y en 2022 la prueba pasó a llamarse EasyToys Bloeizone Fryslân Tour.

## Palmarés
| Año                             | Ganador        | Segundo              | Tercero           |           |
| ------------------------------- | -------------- | -------------------- | ----------------- | --------- |
| Energiewacht Tour               |                |                      |                   |           |
| 2011                            | Adrie Visser   | Loes Gunnewijk       | Marianne Vos      |           |
| 2012                            | Ina Teutenberg | Ellen van Dijk       | Marianne Vos      |           |
| 2013                            | Ellen van Dijk | Loes Gunnewijk       | Kirsten Wild      |           |
| 2014                            | Lucinda Brand  | Vera Koedooder       | Trixi Worrack     |           |
| 2015                            | Lisa Brennauer | Trixi Worrack        | Christine Majerus |           |
| 2016                            | Ellen van Dijk | Annemiek van Vleuten | Lisa Brennauer    |           |
| Healthy Ageing Tour             |                |                      |                   |           |
| 2017                            | Ellen van Dijk | Anna van der Breggen | Lisa Brennauer    |           |
| 2018                            | Amy Pieters    | Chantal Blaak        | Christine Majerus |           |
| 2019                            | Lisa Klein     | Ellen van Dijk       | Kirsten Wild      |           |
| 2020                            | cancelada      | cancelada            | cancelada         | cancelada |
| 2021                            | Ellen van Dijk | Lisa Brennauer       | Emma Norsgaard    |           |
| EasyToys Bloeizone Fryslân Tour |                |                      |                   |           |
| 2022                            | Ellen van Dijk | Riejanne Markus      | Marlen Reusser    |           |

## Palmarés por países
| País         | Victorias |
| ------------ | --------- |
| Países Bajos | 8         |
| Alemania     | 3         |